# Mika Väyrynen (Fußballspieler)
Mika Väyrynen (* 28. Dezember 1981 in Eskilstuna) ist ein ehemaliger finnischer Fußballspieler und heutiger Trainer.

## Als Spieler

### Verein
Väyrynen begann seine Profikarriere 1999 beim FC Lahti in der Veikkausliiga. 2001 wechselte er zum FC Jokerit, welchen er aber nach nur einem halben Jahr Richtung sc Heerenveen verließ. An ihm war zu dieser Zeit auch Inter Mailand interessiert. Er entschied sich aber für die Niederländer, weil er dort bessere Aussichten auf einen Stammplatz hatte. In Heerenveen entwickelte er sich zum Leistungsträger und Schlüsselspieler. Zur Saison 2005/06 wechselte er zum niederländischen Spitzenklub PSV Eindhoven. Gleich zu Beginn dieser Spielzeit wurde er durch eine Verletzung zurückgeworfen. Am 17. Dezember 2005 gab er sein Debüt für die PSV beim Spiel gegen Willem II Tilburg. Durchsetzen konnte er sich diese Spielzeit nicht mehr und er hatte meistens die Zuschauerrolle inne und kam auf nur elf Partien, wobei er zwei Tore schoss. Auch im Folgejahr spielte er kaum eine tragende Rolle in der PSV-Mannschaft. Für die Saison 2007/08 liebäugelte Väyrynen mit einem Wechsel. Mit den Glasgow Rangers und Derby County fanden sich zwei potentielle Käufer. Zum Abschluss eines Transfers kam es auf Grund einer Wadenverletzung aber nicht. In der niederländischen Liga kam er 2007/08 auf nur einen Einsatz. Ein erneuter Wechselgedanke im Sommer 2008 zerschlug sich durch eine weitere Blessur. Seit seinem Wechsel zum PSV Eindhoven gewann er mit der Mannschaft drei Meistertitel in Folge. Allerdings zählte er nie zur Stammelf und hatte meist die Rolle als Zuschauer inne. Aus diesem Grund wechselte Väyrynen zur Saison 2008/09 erneut zu Ligakonkurrent sc Heerenveen, bei dem er bereits zwischen 2001 und 2005 unter Vertrag stand. Nachdem sein Vertrag im Sommer 2011 nicht verlängert worden war, schloss er sich im September 2011 Leeds United an, an den sich wenige Wochen zuvor auch sein Landsmann Mikael Forssell gebunden hatte. Von dort ging er im folgenden Jahr weiter zu HJK Helsinki und gewann dort dreimal in Folge die Meisterschaft sowie 2014 den nationalen Pokal. Anschließend wechselte er für eine Spielzeit zu Los Angeles Galaxy und kehrte wieder nach Finnland zurück. Beim Helsingfors IFK beendete er dann 2017 seine aktive Karriere.

### Nationalmannschaft
Väyrynen war einer der Stars der finnischen Juniorennationalmannschaft während der Junioren-WM 2001 in Argentinien. Sein Debüt für das A-Team der finnischen Nationalmannschaft gab er am 20. März 2002 gegen Südkorea. Seither hat er sich als Schlüsselspieler etabliert und 28 Spiele absolviert. Dabei gelangen ihm zwei Tore. Durch seine andauernden Verletzungen schafft er es aber kaum, sich immer wieder in der Nationalmannschaft einzufügen.

## Erfolge
- Niederländischer Meister: 2006, 2007, 2008
- Niederländischer Pokalsieger: 2009
- Finnischer Meister: 2013, 2014, 2015
- Finnischer Pokalsieger: 2014

## Als Trainer
Nach seinem Karriereende war er für jeweils anderthalb Jahre Co-Trainer der beiden Vereine Klubi 04 und HJK Helsinki. Die Saison 2021 verbrachte Väyrynen dann als Cheftrainer von Klubi 04 in der zweitklassigen Ykkönen und stieg mit dem Klub am Ende ab.